# Бейралванд, Реза
Реза Бейралванд (род. 1 апреля 1997 года) — иранский тяжелоатлет, бронзовый призёр чемпионата мира 2018 года.

## Карьера
На чемпионате мира среди молодёжи 2017 года в весовой категории до 105 кг занял итоговое 1-е место с результатом 369 кг и завоевал титул лучшего молодого атлета на планете.
В начале ноября 2018 года на чемпионате мира в Ашхабаде, иранский спортсмен, в весовой категории до 102 кг, завоевал бронзовую медаль с результатом 393 кг. В упражнение толчок он поднял штангу весом 218 кг и стал первым.